# 蜡笔总动员
《蜡笔总动员》（英語：The Hero of Color City），美国动画喜剧片，导演张也弛，配音员陆毅、贝儿、乐嘉。

## 剧情
生活在美丽神奇蜡笔世界七彩城内的蜡笔们，有一条维持生命和色彩的七彩河。每当蜡笔的主人六岁小男孩奔奔进入梦乡的时候，他的蜡笔们就会集体复活，回到蜡笔世界的七彩城中享受他们惬意的生活。某天，和蜡笔们集体复活的还有一幅没被奔奔画完的画，为了让自己涂上颜色，画面人物妄想阻断城里的“色彩之源”，而蜡笔们也为了保护自己的生命之源，开始了一场刺激的冒险之旅。在冒险过程中蜡笔们相互协作、了解，并最终找到自身的价值，学会鼓励、宽容与信任等

## 演出
| 演员 | 角色     | 备注 |
| 贝儿 | 黄小仙   |      |
| 乐嘉 | 绿泡泡   |      |
| 陆毅 | 蓝小帅   |      |
|      | 红辣椒   |      |
|      | 潦草大王 |      |
|      | 小邋遢   |      |